# Fernando Parrado
Fernando Seler "Nando" Parrado Dolgay (Montevidéu, 9 de dezembro de 1949) é um empresário, produtor, apresentador, conferencista e escritor uruguaio.
Parrado é um dos dezesseis sobreviventes de um acidente aéreo que tornou-se mundialmente célebre como a Tragédia dos Andes, ocorrido em 13 de outubro de 1972. Após dois meses em meio às montanhas com os demais sobreviventes, Parrado e Roberto Canessa decidiram atravessá-las iniciando uma viagem de cerca de dez dias para buscar ajuda.

## Biografia

### Filiação e irmãos
Parrado nasceu em Montevidéu, filho de Seler Parrado e Eugenia Dolgay, de nacionalidade ucraniana, que também viajava no avião acidentado. É o segundo de três filhos: Graciela (nascido em 1947) e Susana Elena Alicia (nascido em 1952), todos naturais de Montevidéu.

### Juventude, formação, atividades e carreira
Parrado foi educado no Colégio Stella Maris, onde jogou na equipe de rugby estudantil. À época do acidente estudava engenharia mecânica, mas após a tragédia abandonou os estudos para dedicar-se aos negócios ("ferreterías") de sua família bem como para correr como um piloto de competições motociclísticas e automobilísticas na América do Sul e Europa além de mais tarde ter fundado ainda empresas de eventos como um seu negócio próprio.

### Sobrevivência ao acidente e pós-acidente
Sua mãe Eugenia e sua irmã Susana – então, aos 20 anos – vieram a morrer. Ambas estavam na fila à esquerda da cabine. Eugenia morreu no impacto final, quando a fuselagem colidiu contra um banco de neve. Susana apresentava ferimentos aparentemente leves, porém Zerbino e Canessa (então alunos de medicina) suspeitavam, com razão, que Susana havia sofrido graves danos internos. Algumas horas mais tarde, surgiram sintomas de gangrena nas pernas de Susana devido às baixas temperaturas daquele ambiente. Ao terceiro dia, Parrado passou a tratar de sua irmã alimentando-a e massageando suas pernas gangrenadas. No entanto, pouco pôde ser feito pela jovem. Em meio ao seu delírio, Susana chamava por sua mãe já morta, pronunciava frases sem sentido e cantava canções infantis inglesas. Pela condição de semiconsciência de Susana, era quase impossível saber se reconhecia Parrado. Finalmente, após oito dias, morreu nos braços de seu irmão em 21 de outubro, no mesmo dia em que o Serviço Aéreo de Resgate encerrou as buscas oficiais ao avião desaparecido.
Parrado veio a perder no acidente também o seu melhor amigo Francisco Domingo Abal Guerault, então aos 21 anos, devido a uma hemorragia cerebral, e o seu velho amigo Guido Magri, aos 24, que morreu no impacto.

#### Atualmente
Parrado posteriormente dedicou-se também à produção e à apresentação de televisão bem como segue sendo um empresário de eventos além de ainda conceder palestras sobre o tema em todo o mundo.

## Livros
Em 2006, Parrado co-publicou com Vince Rause "Milagre nos Andes, 72 Dias nas Montanhas e Minha Longa Volta para Casa" – sendo a primeira obra das que pretende publicar.
- Parrado, Fernando; Rause, Vince (2006). Milagre nos Andes. [S.l.]: Objetiva. ISBN 9788573027853